# Бабаески (околия)
Околия Бабаески е околия, разположена във вилает Лозенград, Турция. Общата ѝ площ е 652 км2. Според оценки на Статистическия институт на Турция през 2016 г. населението на околията е 47 950 души. Административен център е град Бабаески.

## Общини
Околията се поделя на 5 общини:
- Алпулу
- Бабаески
- Карахалил
- Мандра
- Синанлъ

## Населени места
Околията се състои от 36 населени места – 1 град и 35 села.
Град
- Бабаески

Села
- Аайери (Ağayeri)
- Алпулу (Alpullu)
- Демиркапъ (Demirkapı)
- Дюгюнджюлю (Düğüncülü)
- Енимахале (Yenimahalle)
- Ериклерюрду (Erikleryurdu)
- Йеникьой (Yeniköy)
- Кадъкьой (Kadıköy)
- Карабайър (Karabayır)
- Караджаоглан (Karacaoğlan)
- Карамуслия (Karamesutlu)
- Карахалил (Karahalil)
- Катранджа (Katranca)
- Козбунар (Ertuğral)
- Кулели (Kuleli)
- Кузучардагъ (Kuzuçardağı)
- Кумбурлар (Kumrular)
- Куфалджа (Mutlu)
- Мандра (Büyük Mandıra)
- Минетлер (Minnetler)
- Мюселим (Müsellim)
- Наджак (Nacak)
- Надърлъ (Nadırlı)
- Оручлу (Oruçlu)
- Османие (Osmaniye)
- Панджаркьой (Pancarköy)
- Синанлъ (Sinanli)
- Софихалил (Sofuhalil)
- Ташагъл (Taşağıl)
- Ташкьопрю (Taşköprü)
- Терзили (Terzili)
- Чавушкьой (Çavuşköy)
- Ченгерли (Çengerli)
- Чигдемли (Çiğdemli)
- Хазинедар (Hazinedar)